# هردکه
شهر هردکهدر ایالت نوردراین-وستفالن در کشور آلمان واقع شده‌است.